# Feto

O estádio de desenvolvimento de um feto durante a gravidez

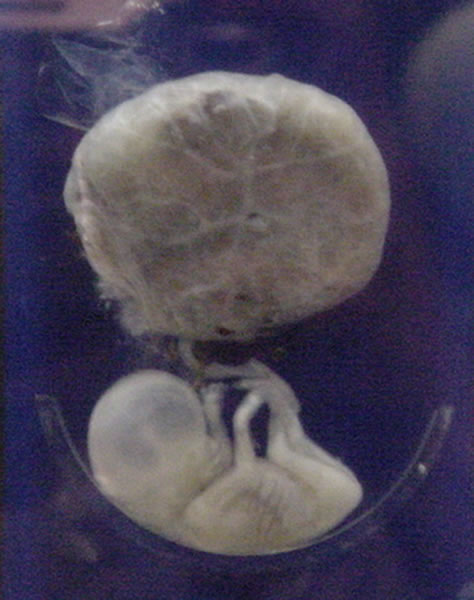
Feto de 3 meses

Chama-se de feto o estágio de desenvolvimento intrauterino que tem início nove semanas depois da fertilização (ou decima primeira semana de idade gestacional), quando já se podem ser observados braços, pernas, olhos, nariz e boca, e vai até o fim da gestação. O estágio anterior a este é conhecido como embrião. Após o parto, o feto passa então a ser considerado um recém-nascido.

## Etimologia
A palavra fetus (plural fetuses ou fetuses ) está relacionado ao latim fētus ("descendência", "procriação", "incubação de filhotes") e o grego "φυτώ" plantar A palavra "feto" foi usada por Ovídio em Metamorfoses, livro 1, linha 104.
A grafia predominante britânica, irlandesa e da Commonwealth é foetus, que está em uso desde pelo menos 1594. A grafia com -oe- surgiu em Latim tardio, onde a distinção entre os sons vocálicos -oe- e -e- foi perdida. Esta grafia é a mais comum na maioria das Nações da Commonwealth, exceto na literatura médica, onde é usado feto. A grafia tradicional “feto” é usada em Portugal. Fetus é actualmente a grafia padrão em inglês em todo o mundo em revistas médicas. A grafia  feto também foi usado historicamente.

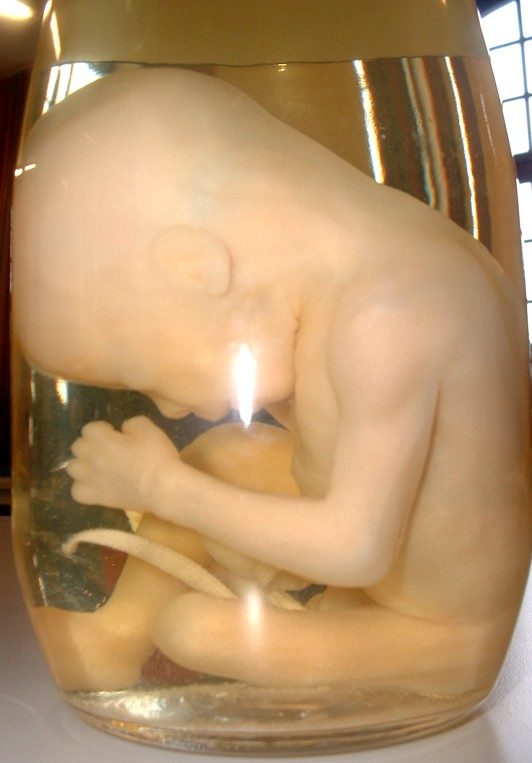
Um feto humano

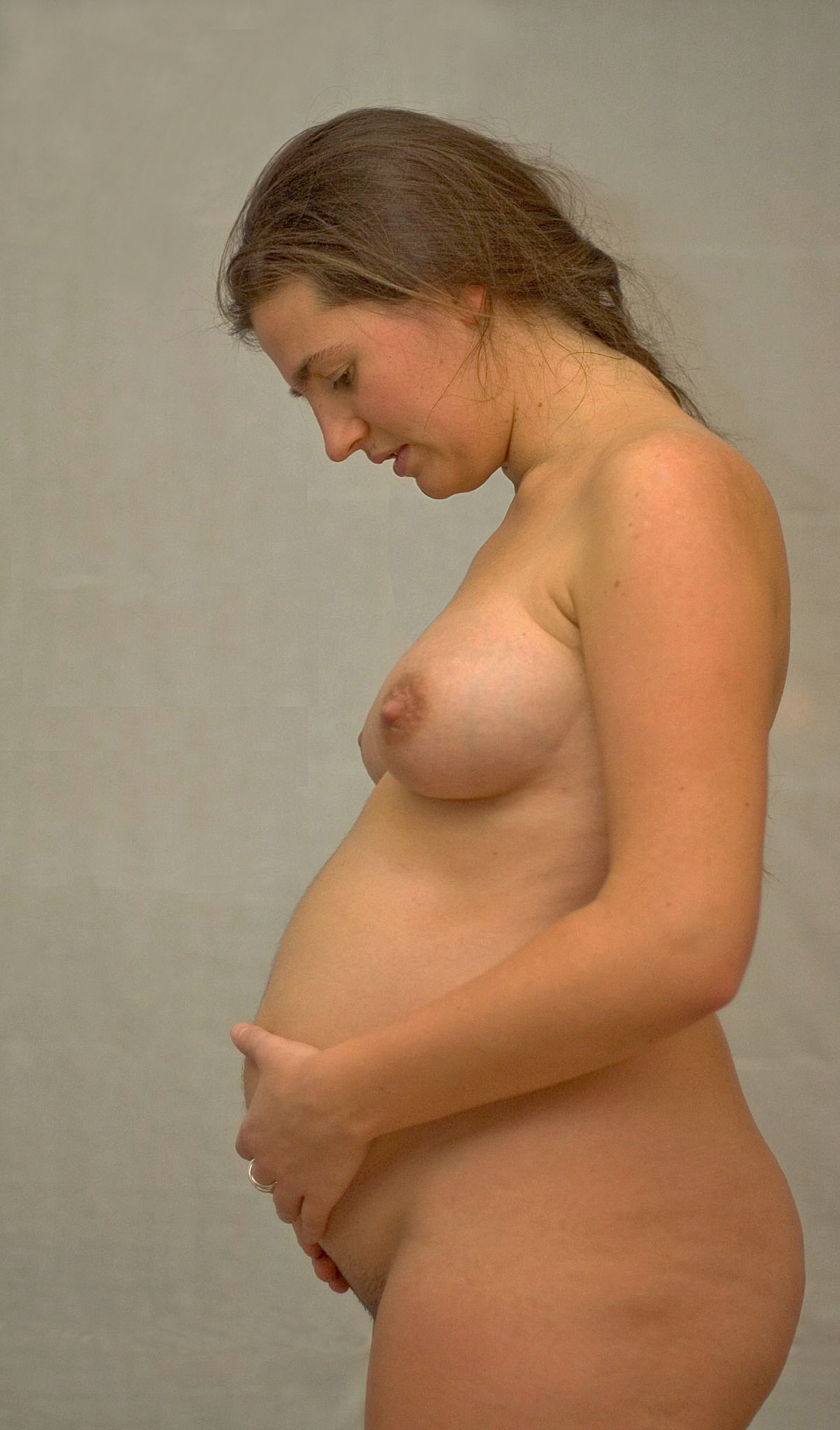
Mulher grávida de 26 semanas.

## Desenvolvimento em humanos

### Semanas 9 a 16 (2 a 3,6 meses)
Em humanos, o estágio fetal começa nove semanas após a fertilização. No início do estágio fetal, o feto normalmente tem cerca de 30 millimetres (1,2 in) de comprimento cabeça-nádega, e pesa cerca de 8 gramas. A cabeça representa quase metade do tamanho do feto. Movimentos semelhantes aos da respiração do feto são necessários para a estimulação do desenvolvimento pulmonar, e não para a obtenção de oxigênio. O coração, mãos, pés, cérebro e outros órgãos estão presentes, mas estão apenas no início do desenvolvimento e têm operação mínima.
Neste ponto do desenvolvimento, os movimentos e contrações descontroladas começam a aparecer à medida que os músculos, o cérebro e as vias começam a se desenvolver.

### Semanas 17 a 25 (3,6 a 6,6 meses)
Uma mulher grávida pela primeira vez (nulípara) normalmente sente movimentos fetais por volta das 21 semanas, enquanto uma mulher que deu à luz antes normalmente sentirá movimentos por volta das 20 semanas. No final do quinto mês, o feto tem cerca de 20 cm (8 in) de comprimento.

### Semanas 26 a 38 (6,6 a 8,6 meses)
A quantidade de gordura corporal aumenta rapidamente. Os pulmões não estão totalmente maduros. As conexões neurais entre o córtex sensorial e o tálamo desenvolvem-se já às 24 semanas de idade gestacional, mas a primeira evidência do seu funcionam não só começa às cerca de 30 semanas. [carece de fontes?] Os ossos estão totalmente desenvolvidos, mas ainda são macios e flexíveis. O Ferro, o cálcio e o fósforo tornam-se mais abundantes. As unhas chegam ao final das pontas dos dedos. O lanugo, ou cabelo fino, começa a desaparecer até desaparecer por completo, exceto na parte superior dos braços e ombros. Pequenos botões mamários estão presentes em ambos os sexos. O cabelo da cabeça fica áspero e mais grosso. O nascimento é iminente e ocorre por volta da 38ª semana após a fertilização. O feto é considerado a termo entre 37 e 40 semanas quando está suficientemente desenvolvido para vida fora do útero. Pode ter 48 to 53 cm (19 to 21 in) de comprimento quando nasce. O controle do movimento é limitado no nascimento, e os movimentos voluntários intencionais continuam a se desenvolver até a puberdade.



## Viabilidade

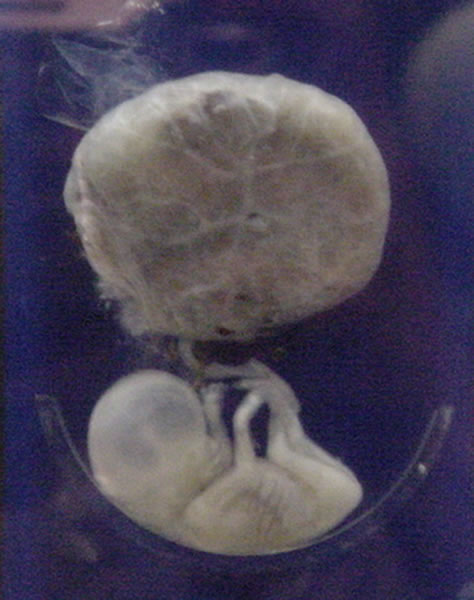
Um feto humano de três meses

Viabilidade fetal refere-se a um ponto no desenvolvimento fetal em que o feto pode sobreviver fora do útero. O limite inferior de viabilidade é de aproximadamente 5+3⁄4 meses de idade gestacional e geralmente é mais tardio.
Não existe um limite nítido de desenvolvimento, idade ou peso no qual um feto se torna automaticamente viável. De acordo com dados de 2003 a 2005, as taxas de sobrevivência são de 20–35% para bebês nascidos aos 23 semanas de gestação (5+ 3⁄4 meses); 50–70% em 24–25 semanas (6 – 6+1⁄4 meses); e >90% entre 26 e 27 semanas (6+1⁄2 – 6+3⁄4 meses) e mais. É raro um bebê pesar menos de 500 g (1 lb 2 oz) para sobreviver.
Quando esses bebés prematuros nascem, as principais causas de mortalidade infantil são que o sistema respiratório e o sistema nervoso central não estão completamente diferenciados. Se receberem cuidados pós-natais especializados, alguns bebés prematuros com peso inferior a 500 g (1 lb 2 oz) podem sobreviver e são chamados de bebés imaturos.
O nascimento prematuro é a causa mais comum de mortalidade infantil, causando quase 30% das mortes neonatais. Com uma taxa de ocorrência de 5% a 18% de todos os partos, também é comum o nascimento pós-maturo, que ocorre em 3% a 12 % de gestações.

## Sistema circulatório

### Antes do nascimento

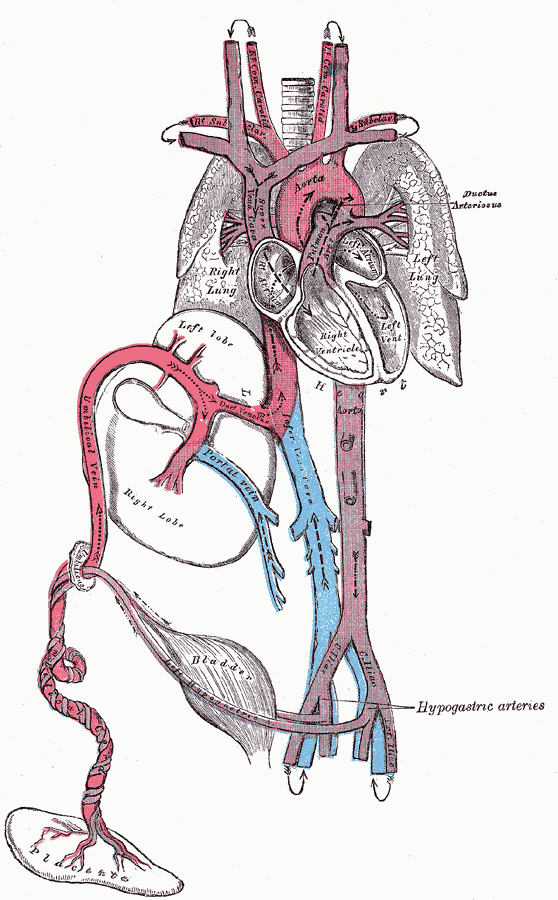
Esquema do sistema circulatório fetal humano

O coração e os vasos sanguíneos do sistema circulatório formam-se relativamente cedo durante o desenvolvimento embrionário, mas continuam a crescer e a desenvolver-se em complexidade no feto em crescimento. Um sistema circulatório funcional é uma necessidade biológica, uma vez que os tecidos dos mamíferos não conseguem crescer mais do que algumas camadas de células sem um fornecimento sanguíneo ativo. A circulação sanguínea pré-natal é diferente da circulação pós-natal, principalmente porque os pulmões não estão a ser utilizados. O feto obtém oxigénio e nutrientes da mãe através da placenta e do cordão umbilical.
O sangue da placenta é transportado para o feto pela veia umbilical. Cerca de metade deste entra no ducto venoso fetal e é levado para a veia cava inferior, enquanto a outra metade entra no fígado propriamente dito a partir do rebordo inferior do fígado. O ramo da veia umbilical que irriga o lobo direito do fígado junta-se primeiro à veia porta. O sangue desloca-se então para o átrio direito do coração. No feto, existe uma abertura entre o átrio direito e o esquerdo (o forame oval), e a maior parte do sangue flui do átrio direito para o esquerdo, desviando-se assim da circulação pulmonar. A maior parte do fluxo sanguíneo é para o ventrículo esquerdo, de onde é bombeado através da aorta para o corpo. Parte do sangue desloca-se da aorta através das artérias ilíacas internas para as artérias umbilicais e entra novamente na placenta, onde o dióxido de carbono e outros resíduos do feto são absorvidos e entram na circulação da mãe.
Parte do sangue do átrio direito não entra no átrio esquerdo, mas entra no ventrículo direito e é bombeado para a artéria pulmonar. No feto, existe uma ligação especial entre a artéria pulmonar e a aorta, denominada ‘’ducto arterioso’’, que encaminha a maior parte deste sangue para longe dos pulmões (que não estão a ser utilizados para a respiração neste momento, uma vez que o feto está suspenso no líquido amniótico).
- Ecografia 3D dos movimentos fetais às 12 semanas

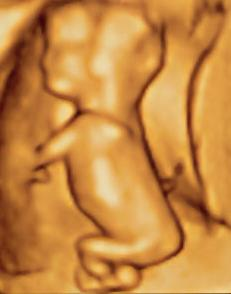
Ultrassonografia 3D de um feto de 80-millimetre (3 in) (aproximadamente 14 semanas de idade gestacional)
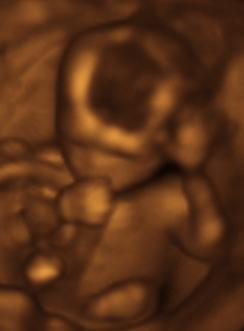
Feto às 17 semanas
- Renderização 3D da coluna vertebral fetal num exame às 19 semanas de gestação
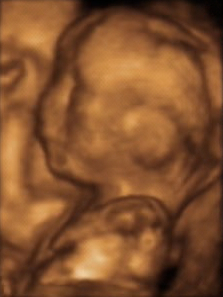
Feto com 20 semanas

### Desenvolvimento Pós-Natal
Após o nascimento, com a primeira respiração, o sistema altera-se repentinamente. A resistência pulmonar é drasticamente reduzida, forçando mais sangue a entrar nas artérias pulmonares a partir do átrio e ventrículo direitos, em vez de fluir através do forame oval para o átrio esquerdo. O sangue dos pulmões viaja através das veias pulmonares até ao átrio esquerdo, produzindo um aumento de pressão que fecha o foramen oval, completando a separação do sistema circulatório. Posteriormente, o forame oval é designado por fossa oval. O ductus arteriosus fecha-se normalmente no espaço de um a dois dias após o nascimento, deixando o ligamento arterioso, enquanto a veia umbilical e o ducto venoso fecham-se geralmente dois a cinco dias após o nascimento, deixando o ligamento redondo e o ligamento venoso, respetivamente.
Um feto em desenvolvimento é altamente suscetível a anomalias metabólicas e de crescimento, aumentando o risco de cardiopatia congénita. O estilo de vida durante a gravidez é um fator importante.

## Problemas de desenvolvimento
Um feto em desenvolvimento é altamente suscetível a anomalias metabólicas e de crescimento, aumentando o risco de cardiopatia congénita. O estilo de vida durante a gravidez é um fator importante. A dieta é importante no desenvolvimento inicial. Estudos mostram que suplementar a dieta com ácido fólico reduz o risco de espinha bífida e outros defeitos do tubo neural. Saltar o pequeno-almoço pode também levar a períodos prolongados de depleção de nutrientes no sangue da mãe, aumentando o risco de prematuridade ou defeitos congénitos. O consumo de álcool pode aumentar o risco de desenvolver síndrome alcoólica fetal, uma condição que leva à deficiência intelectual em alguns recém-nascidos. Fumar durante a gravidez pode levar a abortos espontâneos e baixo peso à nascença. O baixo peso à nascença é uma preocupação para os médicos, uma vez que estes bebés são propensos a problemas médicos secundários.
Sabe-se que os raios X têm potenciais efeitos adversos no desenvolvimento fetal, mas devem ser ponderados em relação a quaisquer potenciais benefícios.
Algumas pesquisas mostram que a ecografia pode afetar o peso à nascença e o neurodesenvolvimento. Particularmente preocupante é a possível ligação entre o uso generalizado do ultrassom fetal e o aumento drástico do autismo.
As doenças congénitas são adquiridas antes do nascimento. Os bebés com determinadas cardiopatias congénitas só sobrevivem enquanto o canal arterial se mantiver aberto. Nestes casos, o encerramento do canal pode ser retardado pela administração de prostaglandinas para permitir a correção cirúrgica dos defeitos. Por outro lado, nos casos de canal arterial patológico, em que o canal não fecha adequadamente, podem ser utilizados medicamentos que inibem a síntese de prostaglandinas para estimular o seu encerramento, evitando assim a cirurgia.
Outras cardiopatias congénitas incluem defeitos do septo ventricular, atrésia pulmonar e tetralogia de Fallot.

## Dor Fetal
A existência da dor fetal e as suas implicações são debatidas política e academicamente. De acordo com as conclusões de uma revisão publicada em 2005, "As evidências sobre a capacidade do feto para sentir dor são limitadas, mas indicam que a perceção da dor fetal é improvável antes do terceiro trimestre." No entanto, os neurobiólogos do desenvolvimento defendem que o estabelecimento de ligações tálamo-corticais (por volta das 24 semanas) é um evento essencial para a perceção da dor fetal. A perceção da dor envolve fatores sensoriais, emocionais e cognitivos, sendo impossível saber quando a dor é sentida, mesmo que seja conhecida quando se estabelecem ligações tálamo-corticais. Alguns autores defendem que a dor fetal é possível a partir da segunda metade da gravidez:"As provas científicas disponíveis tornam possível, até mesmo provável, que a percepção da dor fetal ocorra bem antes do final da gestação", escreve KJS Anand.
O facto de um feto ter a capacidade de sentir dor e sofrimento entra no debate sobre o aborto. Nos Estados Unidos, em 2004, foi proposto no Congresso um projecto de lei, o Unborn Child Pain Awareness Act, apoiado por Sam Brownback, que exigiria que os médicos informassem as mulheres grávidas de que os seus fetos poderiam sentir dor durante o procedimento e, por conseguinte, exigir anestesia para o feto; Esse projeto de lei, na verdade, não foi aprovado.